# Mestaruussarja 1985
Die Mestaruussarja 1985 war die 55. Spielzeit der finnische Fußballmeisterschaft seit deren Einführung im Jahre 1930. Sie wurde unter zwölf Mannschaften in einem kombinierten System aus einer Hauptrunde mit Hin- und Rückrunde sowie einer anschließenden K.-o.-Runde mit den vier besten Mannschaften ausgespielt. Im Finale setzte sich HJK Helsinki nach einer 0:1-Niederlage und einem 4:1-Sieg gegen Tampereen Ilves durch.

## Teilnehmende Mannschaften
| Langname                  | Abkürzung | Ort         | Vorjahr    |
| ------------------------- | --------- | ----------- | ---------- |
| Kuusysi Lahti             | Kuusysi   | Lahti       | 0Meister   |
| Turku PS                  | TPS       | Turku       | 02. Platz  |
| Ilves Tampere             | Ilves     | Tampere     | 03. Platz  |
| Haka Valkeakoski          | Haka      | Valkeakoski | 04. Platz  |
| HJK Helsinki              | HJK       | Helsinki    | 05. Platz  |
| Rovaniemi PS              | RoPS      | Rovaniemi   | 06. Platz  |
| Kemin Palloseura          | KePS      | Kemi        | 07. Platz  |
| Kuopion PS                | KuPS      | Kuopio      | 08. Platz  |
| Porin Pallo-Toverit       | PPT       | Pori        | 09. Platz  |
| Kuopion Pallotoverit      | KPT       | Kuopio      | 10. Platz  |
| Kokkolan Palloveikot      | KPV       | Kokkola     | 11. Platz  |
| Oulun Työväen Palloilijat | OTP       | Oulu        | Aufsteiger |

## Hauptrunde

### Tabelle
| Pl. | Verein                        | Sp. | S  | U | N  | Tore    | Diff. | Punkte |
| --- | ----------------------------- | --- | -- | - | -- | ------- | ----- | ------ |
| 1.  | Turku PS                      | 22  | 13 | 3 | 6  | 045:220 | +23   | 29:15  |
| 2.  | HJK Helsinki (P)              | 22  | 11 | 6 | 5  | 041:230 | +18   | 28:16  |
| 3.  | Kemin Palloseura              | 22  | 11 | 6 | 5  | 031:180 | +13   | 28:16  |
| 4.  | Ilves Tampere                 | 22  | 11 | 5 | 6  | 039:230 | +16   | 27:17  |
| 5.  | Kuusysi Lahti (M)             | 22  | 13 | 1 | 8  | 047:350 | +12   | 27:17  |
| 6.  | Kuopion PS                    | 22  | 10 | 5 | 7  | 042:270 | +15   | 25:19  |
| 7.  | Rovaniemi PS                  | 22  | 9  | 4 | 9  | 030:300 | ±0    | 22:22  |
| 8.  | Haka Valkeakoski              | 22  | 8  | 3 | 11 | 032:360 | −4    | 19:25  |
| 9.  | Porin Pallo-Toverit           | 22  | 7  | 5 | 10 | 027:410 | −14   | 19:25  |
| 10. | Oulun Työväen Palloilijat (N) | 22  | 7  | 0 | 15 | 023:490 | −26   | 14:30  |
| 11. | Kuopion Pallotoverit          | 22  | 5  | 4 | 13 | 019:380 | −19   | 14:30  |
| 12. | Kokkolan Palloveikot          | 22  | 5  | 2 | 15 | 018:520 | −34   | 12:32  |

| (M) | amtierender Meister     |
| (P) | amtierender Pokalsieger |
| (N) | Neuaufsteiger           |

### Platzierungsspiele
Die beiden punktgleichen Teams auf Platz 4 und 5 ermittelten den vierten Teilnehmer für die Meisterschaftsrunde.
|               | Ergebnis              |               |
| ------------- | --------------------- | ------------- |
| Ilves Tampere | 3:3 n. V. (6:5 i. E.) | Kuusysi Lahti |

Die beiden punktgleichen Teams auf Platz 10 und 11 ermittelten den Teilnehmer für die Relegation.
|                           | Ergebnis |                |
| ------------------------- | -------- | -------------- |
| Oulun Työväen Palloilijat | 3:1      | Koparit Kuopio |

## Kreuztabelle
| 1985 | 1985                      | TPS | HJK | KEM | ILV | KSY | KPS | RPS | HAK | PPT | OTP | KPT | KPV |
| 1.   | Turku PS                  |     | 3:2 | 1:1 | 3:0 | 2:3 | 2:2 | 1:0 | 2:0 | 1:1 | 7:0 | 3:0 | 5:1 |
| 2.   | HJK Helsinki              | 1:2 |     | 0:3 | 1:1 | 2:1 | 3:2 | 2:2 | 2:0 | 6:0 | 2:1 | 3:0 | 1:0 |
| 3.   | Kemin Palloseura          | 2:1 | 1:1 |     | 1:0 | 0:2 | 1:0 | 3:1 | 4:0 | 1:1 | 2:0 | 1:1 | 1:1 |
| 4.   | Ilves Tampere             | 2:1 | 1:3 | 0:0 |     | 4:0 | 1:0 | 3:0 | 1:4 | 5:2 | 3:0 | 1:1 | 4:1 |
| 5.   | Kuusysi Lahti             | 0:2 | 0:3 | 1:3 | 0:3 |     | 1:5 | 6:2 | 3:1 | 1:0 | 3:0 | 2:0 | 8:0 |
| 6.   | Kuopion PS                | 2:0 | 1:6 | 1:0 | 2:2 | 0:0 |     | 4:0 | 0:0 | 3:0 | 4:1 | 2:2 | 4:1 |
| 7.   | Rovaniemi PS              | 2:0 | 0:0 | 3:1 | 0:0 | 1:2 | 1:0 |     | 7:0 | 1:1 | 0:1 | 2:0 | 2:0 |
| 8.   | Haka Valkeakoski          | 2:1 | 0:0 | 0:1 | 0:1 | 5:1 | 1:4 | 1:2 |     | 1:1 | 4:0 | 2:0 | 5:0 |
| 9.   | Porin Pallo-Toverit       | 0:2 | 2:1 | 0:2 | 0:2 | 1:2 | 2:1 | 2:0 | 4:0 |     | 4:3 | 3:2 | 0:4 |
| 10.  | Oulun Työväen Palloilijat | 0:1 | 0:1 | 1:0 | 1:4 | 1:3 | 3:1 | 2:0 | 1:4 | 1:0 |     | 1:2 | 1:3 |
| 11.  | Kuopion Pallotoverit      | 1:3 | 1:1 | 2:1 | 1:0 | 0:3 | 0:2 | 1:3 | 1:0 | 2:3 | 0:1 |     | 2:0 |
| 12.  | Kokkolan Palloveikot      | 0:2 | 2:0 | 1:2 | 2:1 | 0:5 | 0:2 | 0:1 | 0:2 | 0:0 | 1:4 | 1:0 |     |

## Meisterschaftsrunde

### Halbfinale
|                  | Gesamt    |              | Hinspiel | Rückspiel |
| ---------------- | --------- | ------------ | -------- | --------- |
| Ilves Tampere    | 4:2       | Turku PS     | 3:1      | 1:1       |
| Kemin Palloseura | (a)3:3(a) | HJK Helsinki | 3:2      | 0:1       |

### Spiele um Platz 3
|          | Gesamt         |                  | Hinspiel | Rückspiel |
| -------- | -------------- | ---------------- | -------- | --------- |
| Turku PS | 1:1 4:5 i. E.) | Kemin Palloseura | 1:0      | 0:1 n. V. |

### Finale
|               | Gesamt |              | Hinspiel | Rückspiel |
| ------------- | ------ | ------------ | -------- | --------- |
| Ilves Tampere | 2:4    | HJK Helsinki | 1:0      | 1:4       |

## Relegationsrunde
|               | Gesamt |                      | Hinspiel | Rückspiel |
| ------------- | ------ | -------------------- | -------- | --------- |
| Lahden Reipas | 2:3    | Kuopion Pallotoverit | 0:1      | 2:2       |

## Torschützenkönig
Torschützenkönig der Hauptrunde der Mestaruussarja 1985 wurde Ismo Lius (Kuusysi) mit 19 Toren.

## Fußballpokal
Im Finale des finnischen Fußballpokals im Olympiastadion Helsinki am 19. Oktober 1985 gewann Haka Valkeakoski mit 2:2 (2:1 i. E.) gegen den Titelverteidiger HJK Helsinki.

## Internationales Abschneiden
- Meister HJK Helsinki (Landesmeisterpokal)
  - 1. Runde: 0:1 und 3:2 gegen  APOEL Nikosia
- Vizemeister Ilves Tampere (UEFA-Pokal)
  - 1. Runde: 0:4 und 2:0 gegen  Glasgow Rangers
- Pokalsieger Haka Valkeakoski (Pokalsiegerpokal)
  - 1. Runde: 2:2 und 1:3 gegen  Torpedo Moskau
- Pokalsieger HJK Helsinki (Pokalsiegerpokal)
  - 1. Runde: 3:2 und 2:1 gegen  Flamurtari Vlora
  - 2. Runde: 1:0 und 2:7 gegen  Dynamo Dresden